# Lycus
Lycus – rodzaj chrząszczy z rodziny karmazynkowatych i podrodziny Lycinae.
Rodzaj ten opisany został w 1787 roku przez Johana Christiana Fabriciusa.
Należą tu m.in.:
- Lycus arizonensis Green, 1949
- Lycus dentipes Dalmann, 1817
- Lycus fernandezi Dugés, 1878
- Lycus fulvellus LeConte, 1881
- Lycus icarus Bourgeois, 1889[3]
- Lycus lecontei Green, 1949
- Lycus loripes Chevrolat, 1835
- Lycus minutus Green, 1949
- Lycus rostratellus Bourgeois
- Lycus rostratus (Linnaeus, 1767)
- Lycus rubescens Schaeffer, 1908
- Lycus sagittatus Green, 1949
- Lycus sanguineus Gorham, 1884
- Lycus sanguinipennis Say, 1823
- Lycus simulans Schaeffer, 1911
- Lycus subtrabeatus
- Lycus trabeatus Guérin-Méneville, 1835
- Lycus vittatus Gahan, 1909